# Royompré
Royompré est un hameau belge situé en province de Liège dans la commune de Jalhay.

## Situation
Ce hameau ardennais se situe sur la rive gauche de la Hoëgne, le long d'une petite route campagnarde débouchant sur la route nationale 629 Spa-Eupen.
Jalhay se trouve à un peu plus de 5 km au nord-est de Royompré.

## Activités
Royompré compte plusieurs gîtes ruraux se trouvant le plus souvent dans d'anciennes fermettes bâties en pierre de grès.
Une exploitation agricole spécialisée dans la production de lait poursuit ses activités.
À l'ouest du hameau, le long de la N.629 et de la Hoëgne, se trouve un camping autour de l'ancien moulin de Jalhay.